# Christian Radovan
Christian Radovan, auch Radovan-Coulter, (* 7. Mai 1962 in Linz) ist ein österreichischer Jazzmusiker (Posaune, Komposition) und Hochschullehrer.

## Leben und Wirken
Christian Radovan wuchs seit seinem siebten Lebensjahr in Südafrika auf und ging in Pretoria zur Schule. Der Posaunist Jon Davies brachte ihn zum Jazz. Mit 15 Jahren spielte er erstmals in einem Jazzclub; dann tourte er mit der südafrikanischen Band Okto Plus. Zurück in Österreich studierte er am Konservatorium der Stadt Wien bei Erich Kleinschuster. Daneben besuchte er Workshops u. a. bei Peter Herbolzheimer, Jiggs Whigham in Deutschland und Jimmy Knepper in New York.
Ende der 1970er Jahre war Radovan Mitglied in Hans Kollers International Brass Company, in der auch die Trompeter Hannes Kottek, Karl Fian und Herbert Joos spielten. Mit ihnen wirkte Radovan Anfang der 1980er Jahre an den ersten Alben von Mathias Rüeggs Vienna Art Orchestra mit, die auf Extraplatte und Hat Art erschienen, wie Concerto Piccolo 1980, Suite for the Green Eighties 1981, The Minimalism of Eric Satie und Five Old Songs 1984 sowie Perpetuum Mobile 1985.
Mit Hannes Bauer und Wolter Wierbos bildete Radovan 1988 den Posaunensatz in Cecil Taylors Big-Band-Produktion Alms/Tiergarten (Free Music Production). Später wirkte Radovan erneut an Projekten des Vienna Art Orchestra mit, wie All That Strauß und Artistry in Rhythm – A European Suite im Jahr 2000. Seit 2009 steht die Arbeit an seinen eigenen Stücken im Vordergrund, die er mit diversen Formationen wie Tromboneheads, Afrikanisches Schach oder im Duo mit Alois Eberl aufführt.
Radovan arbeitete im Laufe seiner Karriere außerdem mit Joe Zawinul, Carla Bley, Eumir Deodato, Slide Hampton, Raul de Souza, Ray Charles, Natalie Cole, Gloria Gaynor, Chaka Khan, The Temptations, der Original Elvis Presley Band, George Tabori, Christoph Schlingensief und Abdullah Ibrahim.
Seit 1989 unterrichtet Radovan in Linz an der Anton Bruckner Privatuniversität Jazz-Posaune und Ensemblespiel. Zwischen 2016 und 2022 leitete er die Bruckner University Big Band, mit welcher er mehrere Tourneen durchführte.
Radovan arbeitet u. a. fürs Fernsehen (Kaisermühlen Blues) und fürs Theater (Burgtheater und andere Bühnen). Sein Bruder Andreas Radovan ist Gitarrist und Sänger. 

## Diskografische Hinweise
- Pulse of Life 1991
- Heat Wave 1987